# Глибиномір

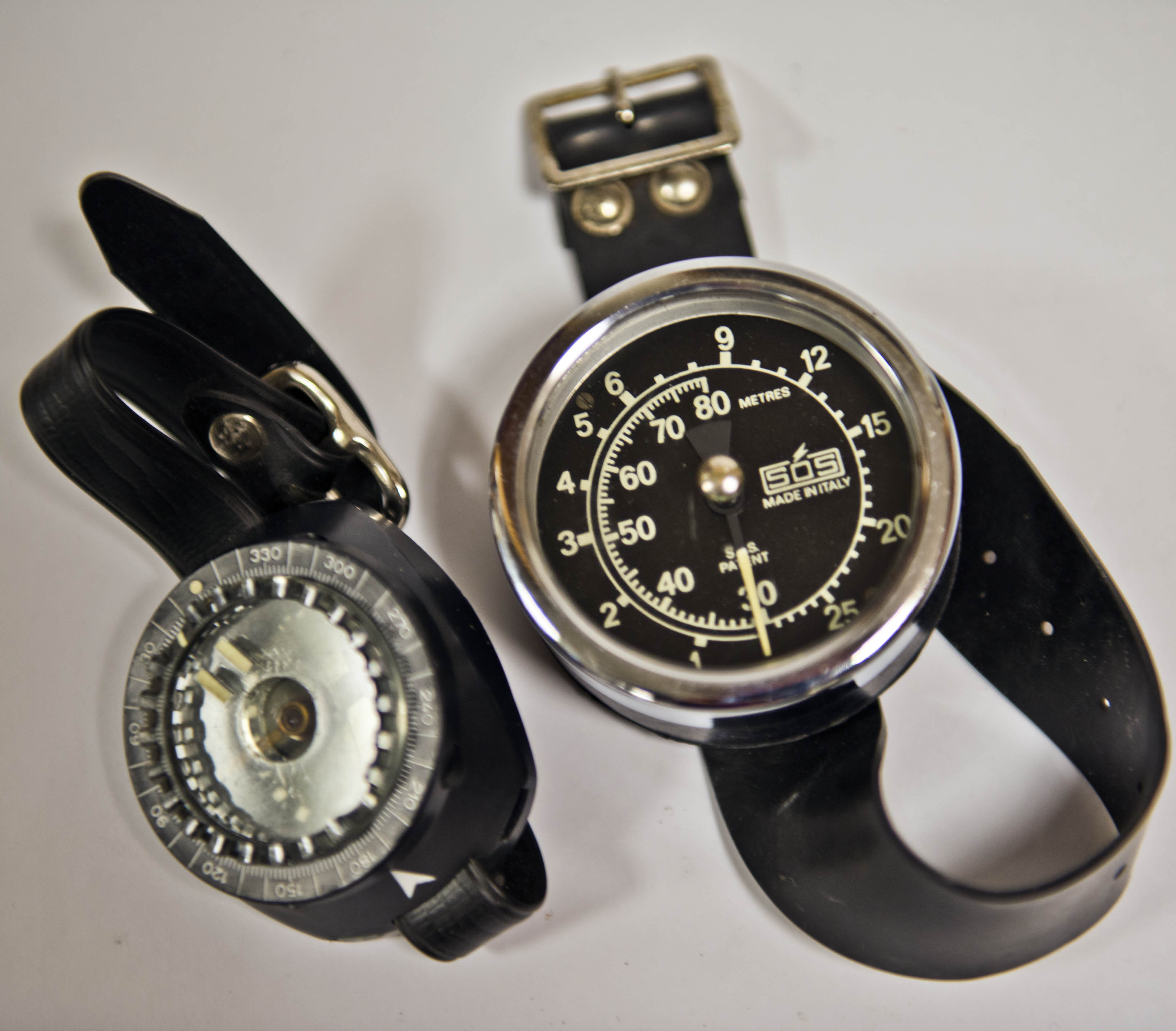
Діафрагмовий глибиномір, розрахований на вимірювання глибин в діапазоні 0—80 метрів

Глибиномі́р — різновид манометра, призначений для визначення глибини занурення.
Використовується для визначення глибини, на якій знаходиться прилад в даний час, і максимальної глибини занурення. Зазвичай глибиномір виконується або у вигляді приладу, що одягається на руку, або у вигляді однієї з складових консолі.
Від точності і правильності свідчень глибиноміра залежить здоров'я, а деколи і життя аквалангіста. При виборі глибиноміра слід визначитися з тим, де плануєте його використовувати (море, забруднене водоймище, високогірні озера, глибини і т. д.) Також потрібно звернути увагу на яку систему розрахований глибиномір, метричну або імперіальну. Украй зручно, коли функція вимірювання глибини включена в число функцій комп'ютера. Немає необхідності брати з собою під воду зайвий прилад.
За принципом дії глибиноміри можуть бути:

## Капілярний глибиномір
Цей глибиномір складається з вільної пластикової трубки малого діаметра, яка обгорнута навколо циркулярної шкали. Трубка відкрита з того кінця, який знаходиться поряд з 0 на шкалі, і закрита з іншого кінця. При спуску повітря стискається, і стовп води піднімається. На глибині 10 метрів в солоній воді, точка розділення між повітрям і водою усередині трубки переміститься на половину шкали. Шкала розділена на сектори, які відповідають цьому ступеню стиснення. Зіставляючи стовп води в трубці з калібруванням, відповідній глибині, аквалангіст визначає глибину. Капілярні глибиноміри більше інших схильні до забруднення і незручні на великих глибинах, тому що вже на глибині понад 30 метрів неможливо зняти точні покази через близьке розташування градуювальних рисок. З іншого боку, на висоті понад 300 метрів над рівнем морить капілярний глибиномір може бути використаний в прямому поєднанні з таблицями занурення на рівні моря. Це відбувається тому, що на цих висотах капілярний глибиномір автоматично забезпечує показання глибини, еквівалентні рівню моря, а не показання реальної глибини. Капілярні глибиноміри набули широкого поширення як допоміжні пристрої вимірювання глибини.

## Відкритатрубка Бурдона
Трубка Бурдона — це трубка, яка закручена один або декілька разів у спіраль чи по гвинтовій лінії. Покажчик приладу з'єднується безпосередньо з кінчиком трубки. У зв'язку з тим, що трубка має криволінійну форму вона, унаслідок підвищення тиску, розкручується переміщаючи покажчик приладу. Відкрита труба схильна до забруднення. Не зважаючи на низьку вартість, такі глибиноміри особливо не поширені.

## Оливні глибиноміри
Ці прилади в наш час[коли?] широко використовуються всіма пристроями вимірювання глибини. Не зважаючи на те, що ці прилади — широковживані серед більшості водолазів, їх користувачі повинні усвідомлювати, що майже кожен аналоговий прилад має невеликий чинник помилки, пов'язаний з ним.
Діафрагмові глибиноміри
Вони не так часто зустрічаються, як оливонаповнені. Як правило, вони дорожчі і високоточні. У цих глибиномірах гнучка діафрагма з'єднується з покажчиком приладу за допомогою декількох сполучних штоків, важелів або шестерень. Діафрагмові прилади часто обладнувалися механізмом регулювання, який дозволяє користувачеві скинути покажчик на 0 висоти.

## Тензорезисторні (цифрові) глибиноміри
Принцип дії ґрунтується на зміні електричного опору чутливого елементу в результаті його деформації під дією тиску. Тензорезисторні глибиноміри є найновішими зі всіх конструкцій глибиномірів. Як правило, вони випускаються у складі декомпресійних комп'ютерів. Найчастіше вони застосовуються як інтегрована частина повністю електронній консолі. Практично всі ці глибиноміри автоматично забезпечують показання як поточної, так і максимальної глибини, досягнутої під час занурення. Цифрові прилади крихкіші і швидше виходять з ладу через перегрів. Мінусом цифрових глибиномірів є те, для їх роботи потрібні батареї, які рано чи пізно треба буде замінити, але при цьому термін життя деяких батарей може доходити до п'яти років.